# Harry Sinclair
Harry Alan Sinclair (Auckland, 1959) è un regista, attore e musicista neozelandese.
Egli faceva parte del duo teatrale/musicale che si chiamava The Front Lawn insieme a Don McGlashan. Questa collaborazione lo portò alla realizzazione di tre cortometraggi: Walkshort, The Lounge Bar e Linda's Body; più tardi gli fu d'aiuto nella stesura della canzone Ngaire, che divenne poi un pezzo di successo per la band di Don McGlashan dal nome The Muttons Bird. Da allora Sinclair ha scritto, diretto e prodotto i film Topless Women Talk About Their Lives, The Price of Milk e Toy Love. In maniera inusuale egli non scrisse tutti i dialoghi, ma coinvolse gli attori in un processo creativo, riprendendo le scene in sequenza cronologica.
Harry interpretò un personaggio (Roger) di secondo piano nel film Braindead mentre suo fratello Stephen, lavorò alla trama e alla direzione delle scene. Interpretò un ruolo più importante nei panni di Isildur nei film della trilogia de Il Signore degli Anelli.
È sposato con la produttrice televisiva Rebecca Rand Kirshner dal 2008.

## Filmografia
- Splatters - Gli schizzacervelli (1992)
- Il Signore degli Anelli - La Compagnia dell'Anello (2001)
- Il Signore degli Anelli - Il ritorno del re (2003)